# Jekaterina Pawlowna Selenkowa
Jekaterina Pawlowna Selenkowa (russisch Екатерина Павловна Зеленкова, wiss. Transliteration Ekaterina Pavlovna Zelenkova; * 28. Februar 1999 in Jaroslawl, Russland) ist eine russische Handballspielerin, die für den russischen Erstligisten GK Rostow am Don aufläuft.

## Karriere

### Im Verein
Selenkowa begann das Handballspielen in ihrem Geburtsort. Später schloss sich die Rückraumspielerin dem russischen Verein GK Astrachanotschka an. Ab der Saison 2015/16 wurde sie sowohl in der ersten als auch in der zweiten Mannschaft von Astrachanotschka eingesetzt. Mit der ersten Mannschaft gewann die Linkshänderin 2016 die russische Meisterschaft. Nachdem Selenkowa mit Astrachanotschka in die Saison 2017/18 gestartet war, wurde sie Ende 2017 an den Erstligisten Stawropol SKFU ausgeliehen. Im Februar 2018 kehrte sie wieder in den Kader von Astrachanotschka zurück, bei dem sie anschließend nur noch in der ersten Damenmannschaft eingesetzt wurde. Im September 2021 wurde Selenkowa von GK Rostow am Don verpflichtet. Mit Rostow gewann sie 2022 die russische Meisterschaft und 2025 den russischen Pokal.

### In der Nationalmannschaft
Selenkowa lief anfangs für die russische Jugendnationalmannschaft auf, mit der sie 2015 die Silbermedaille bei der U-17-Europameisterschaft und 2016 die Goldmedaille bei der U-18-Weltmeisterschaft gewann. Mit der russischen Juniorinnennationalmannschaft gewann sie 2017 die Silbermedaille bei der U-19-Europameisterschaft, die der Mannschaft jedoch später wegen eines Dopingverstoßes aberkannt wurde. Bei der U-20-Weltmeisterschaft 2018 belegte sie mit Russland den vierten Platz.
Selenkowa bestritt am 16. April 2021 ihr erstes Länderspiel für die russische A-Nationalmannschaft gegen die Türkei.